# Kietrz
Kietrz là một thị trấn thuộc huyện Głubczycki, tỉnh Opolskie ở nam Ba Lan. Thị trấn có diện tích 19 km². Đến ngày 1 tháng 1 năm 2011, dân số của thị trấn là 6260 người và mật độ 334 người/km².